# 이즈부치촌
이즈부치촌(出淵村)은 에히메현 이요군에 설치된 촌이다.